# Elsbeth Schragmüller
Elisabeth Schragmüller dite Elsbeth (Schlüsselburg, 7 août 1887 – Munich, 24 février 1940), connue sous le nom de Fräulein Doktor, est une scientifique et espionne allemande.

## Biographie
Née à Schlüsselburg (arrondissement de Minden) en province de Westphalie, elle est la fille d'un officier prussien Carl Anton Schragmüller et de Valesca von Cramer von Clausbruch.
En 1913, elle soutient sa thèse de doctorat en sciences politiques à l'université de Fribourg-en-Brisgau dans le grand-duché de Bade.

### Première Guerre mondiale
Elle servit au sein du Service III b. Déterminée à servir la patrie, elle obtient, le 20 août 1914, un laisser-passer stipulant : « Mlle Schragmüller est autorisée à se rendre librement et sans entraves sur les deux théâtres d’opérations. »
Arrivée à Bruxelles, elle convainc le maréchal von der Goltz de travailler pour les services de renseignements. Sa maîtrise du français et de l'anglais, son analyse et sa compréhension des problèmes stratégiques, la font remarquer de la hiérarchie militaire allemande. Elsbeth Schragmüller est mutée dans un service intégré au haut commandement des forces allemandes et y reste jusqu’à la fin de la guerre.
Elle organise le recrutement et forme des agents de renseignements allemands, la plus célèbre étant Mata Hari. En 1916-1917, elle est chargée de surveiller les activités de cette dernière ainsi que de Marthe Richard en Espagne.

### Fin de vie
Elsbeth Schragmüller meurt de la tuberculose à son domicile de Munich le 24 février 1940 .

## Dans la culture populaire
- L'Espionne Fräulein Doktor, film de 1934.
- Salonique, nid d'espions, film de 1937.
- Fräulein Doktor, film de 1969.